# 生の哲学
生の哲学（せいのてつがく、独: Lebensphilosophie、仏: philosophie de la vie、英: philosophy of life）は、19世紀以後の生物学革命、とりわけ進化論に呼応しつつ、生まれた哲学的潮流をいう。その特徴は、「生」「生命」を強調して、抽象的、観念的合理性に対して批判的な姿勢をとることである。生の哲学において、「生」は、科学的知性や理性では捉えきれない根底的、全体的なものとして強調される。また、抽象的な知性や理性が捉える不動性よりも、生のうちに見られる具体性や生成、運動が優位だとされる。さらに、根底的、動的、具体的な生に即したものとして、単なる知的な理解ではなく、直観、意志、情動、体験などが強調される。

## 歴史
唯一の包括的な通史である、ボルノウの『生の哲学』（玉川大学出版部）によると、「生の哲学」という語はヤコービに見出されるが、精神的な起源としてはルソーに遡るという。ただ、後世への影響力という点で頭抜けているニーチェとベルクソンを見る限り、ダーウィンの進化論に代表される生物学の新知見との関係が大きく、そういった面から見る方が哲学的には有益で生産的である。事実、自然科学への理解力という点では疑問符のつくニーチェを、ベルクソンによって補完しようとする動きは、ドイツ語圏でも、ジンメルやシェーラーなどに明確に見出される。特に、ベルクソンと同世代のジンメルは、教え子にベルクソンの『創造的進化』のドイツ語訳を委ねているし、ボルノウによると、ベルクソンからの影響は言い回しのすみずみにまで及んでいるほどである。ただ、ジンメルは生のただ中における死という問題を提起した点で、ハイデガー、ジャンケレヴィッチなど、生の哲学という範囲を超えて、重要な位置を占める。

また、生という語は、西洋の各国語において、人生という意味も持つ。そのため、生の哲学に数え入れられる哲学の中には、単に人生論といったほうがよいものも含まれる。シェーラーの師でもあったオイケンは、そういったタイプの哲学者といってよい。ちなみに、オイケンは生前、ノーベル文学賞を受賞するなど、高い知名度を誇ったが、今日ではほとんど読まれてはいない。
ニーチェとベルクソンの影響は、おもにフランス哲学、とりわけドゥルーズに端的に見出されるが、ドゥルーズと対極的なデリダにも見出される。20世紀以後の生物学革命との関係という点からも、この二人は重要である。
また、ベルクソンは、ウィリアム・ジェームズと親交があったこともあり、プラグマティズムへの影響も無視できまい。

## 関連人物
- アルトゥール・ショーペンハウアー
- フリードリヒ・ニーチェ
- アンリ・ベルクソン
- ゲオルク・ジンメル
- ヴィルヘルム・ディルタイ
- ホセ・オルテガ・イ・ガセット
- エドゥアルト・フォン・ハルトマン